# Pratt & Whitney Canada PW100
Le Pratt & Whitney Canada PW100 est une famille de turbopropulseurs de 1 500 à 5 000 ch (1 100 à 3 700 kW) construits par la filiale canadienne de Pratt & Whitney à Longueuil, Québec. 

## Historique
Les premiers PW100 sont entrés en service en 1984[réf. souhaitée].

## Détails techniques
La configuration de ce moteur est inhabituelle car il comporte trois arbres, comme le Rolls-Royce Gem et le EPI TP400-D6. Sur le premier arbre, les PW150 utilisent un compresseur axial à basse pression à trois étages. Les autres moteurs de la série des PW100 ont un compresseur centrifuge à basse pression, mû par une turbine à basse pression à un étage, qui surcharge un compresseur centrifuge à haute pression qui lui-même est mû par une turbine à haute pression d'un étage via le deuxième arbre. La puissance est finalement transférée aux hélices via une transmission à engrenages par le troisième arbre sur lequel sont montées deux turbines libres.

## Utilisations aéronautiques
Voici un échantillon des constructeurs aéronautiques utilisant la PW100 sur différents appareils, avec la version du moteur entre parenthèses:
- ATR
  - ATR 42 (PW127E)
  - ATR 72 (PW127F)
  - ATR 42 / 72-600 (PW127M)
- Bombardier Aéronautique (Canadair)
  - Canadair CL-215T/Canadair CL-415 (PW123AF)
  - Q100 (PW121)
  - Q200/Q300 (PW123)
  - Q400 (PW150)
- CASA C295 (PW127G)
- Dornier 328 (PW119)
- Embraer EMB120 (PW115 puis 118A par retrofit)
- Fokker
  - Fokker F50 (PW124) / F50 High Performance
  - Fokker F60 (PW127B)
- Hynaero Frégate-F100 (PW150)[1]
- Iliouchine Il-114 (PW127H)
- British Aerospace ATP (PW126)
- XIAN Aircraft MA-60 (PW127J)
- Antonov An-132

## Autres usages
- JetTrain de Bombardier Transport